# Uitkijk
Uitkijk is een klein dorp in Suriname dat op iets meer dan 20 kilometer ten westen van Paramaribo ligt, aan de oostoever van de rivier Saramacca in het district Saramacca. Het ligt ten noorden en stroomafwaarts ten opzichte van Creola.
Het dorp is een voormalige houtgrond, suikerplantage en militaire post. De post vormde onderdeel van het Oranjepad, opgericht ter bescherming van de plantagekolonie tegen overvallen door Marrons.
Uitkijk heeft een snelle busverbinding met Paramaribo, de hoofdstad van Suriname. Op 25 juni 2011 is de brug naar Hamburg over de Saramaccarivier die deel uitmaakt van de Oost-Westverbinding geopend.
Naast de brug ligt het Bootsie Groenbastplein dat in 2023 in gebruik is genomen en bedoeld is voor dagtoerisme. Hier zijn ook openbare toiletten gebouwd.
Het crematorium wordt sinds 11 mei 2011 het Nationale Uitvaartcentrum Shabier Ishaak genoemd, naar de radio en cultuur-icoon die een week eerder overleed. Bij de ingang werd twee jaar later een borstbeeld van Ishaak onthuld dat gemaakt is door Rahied Abdoel.

## Monument
Op 7 mei 2023 werd een borstbeeld van Shabier Ishaak onthuld op het Uitvaartsoord Shabier Ishaak in Uitkijk. Ook de Shabier Ishaakweg werd naar hem vernoemd. Shabier Ishaak werd algemeen bekend als presentator van het radioprogramma Hum Tum Aur Woh (Ik, Jij en Zij) en zijn werk als voorzitter van de Stichting Hindostaanse Immigratie.

## Geboren in Uitkijk
- Soenil Bahadoer, chef-kok.